# Discografia di Plies
Qui di seguito, viene riportata tutta la discografia di Plies.

## Album

### Album studio
| Titolo             | Dettagli | Posizione massima | Posizione massima | Posizione massima | Certificazioni |
| Titolo             | Dettagli | US                | US R&B            | US Rap            | Certificazioni |
| ------------------ | --- | ----------------- | ----------------- | ----------------- | -------------- |
| The Real Testament | - Data di pubblicazione: August 7, 2007 - Etichetta: Big Gates, Slip-n-Slide, Atlantic - Formati: CD, download digitale    | 2                 | 2                 | 2                 | - RIAA: Gold   |
| Definition of Real | - Data di pubblicazione: June 10, 2008 - Etichetta: Big Gates, Slip-n-Slide, Atlantic - Formati: CD, download digitale     | 2                 | 2                 | 2                 | - RIAA: Gold   |
| Da REAList         | - Data di pubblicazione: December 16, 2008 - Etichetta: Big Gates, Slip-n-Slide, Atlantic - Formati: CD, download digitale | 14                | 4                 | 1                 |                |
| Goon Affiliated    | - Data di pubblicazione: June 8, 2010 - Etichetta: Big Gates, Slip-n-Slide, Atlantic - Formati: CD, download digitale      | 5                 | 1                 | 1                 |                |

### Mixtape
- 2005:  100% Real Nigga (Presented By Slip -N- Slide Records & Big Gates Records)
- 2006:  Bottom To The Top (Hosted by DJ Drama)
- 2007:  The Truth Hurts (Hosted by DJ Scream)
- 2010:  You Need People Like Me (Hosted by DJ Scream)
- 2010:  You Need People Like Me 2 (Hosted by DJ Scream)
- 2010:  No Chaser (Hosted by DJ Scream)
- 2011:  I Fuck With The DJ (Presented By Big Gates Records)
- 2011:  Aristotle (Presented By Bigga Rankin)[5]
- 2012:  On Trial (Presented by Big Gates Records)

## Singoli

### Come artista principale
| Shawty (featuring T-Pain)                                           | 2007 | 9   | 2  | 1  | —  | 10 | —  | - RIAA: Platinum | The Real Testament |
| Hypnotized (featuring Akon)                                         | 2007 | 14  | 22 | 3  | 77 | 4  | 66 | - RIAA: Gold     | The Real Testament |
| Bust It Baby (Part 2) (featuring Ne-Yo)                             | 2008 | 7   | 2  | 2  | —  | 9  | 81 | - RIAA: Gold     | Definition of Real |
| Please Excuse My Hands (featuring Jamie Foxx and The-Dream)         | 2008 | 66  | 8  | 9  | —  | —  | —  |                  | Definition of Real |
| Put It on Ya (featuring Chris J)                                    | 2008 | 31  | 8  | 6  | —  | —  | —  |                  | Da REAList         |
| Want It, Need It (featuring Ashanti)                                | 2009 | 96  | 21 | 13 | —  | —  | —  |                  | Da REAList         |
| Plenty Money                                                        | 2009 | 107 | 20 | 12 | —  | —  | —  |                  | Da REAList         |
| Becky                                                               | 2009 | 104 | 32 | —  | —  | —  | —  |                  | Goon Affiliated    |
| Medicine (featuring Keri Hilson)                                    | 2009 | 107 | 47 | 21 | —  | —  | —  |                  | Goon Affiliated    |
| She Got It Made                                                     | 2010 | 103 | 30 | 17 | —  | —  | —  |                  | Goon Affiliated    |
| Just (The Tip) (featuring Jeremih and Ludacris)                     | 2011 | —   | 75 | —  | —  | —  | —  |                  | Purple Heart       |
| "—" indica che la pubblicazione non è entrata in quella classifica. |      |     |    |    |    |    |    |                  |                    |

### Altre canzoni in classifica
| Year | Canzone            | Posizione massima | Posizione massima | Posizione massima | Album              |
| Year | Canzone            | U.S. 100          | U.S. R&B          | U.S. Rap          | Album              |
| ---- | ------------------ | ----------------- | ----------------- | ----------------- | ------------------ |
| 2007 | Bust It Baby       | —                 | 69                | —                 | Definition of Real |
| 2008 | Who Hotter Than Me | —                 | 75                | —                 | Definition of Real |
| 2008 | Pants Hang Low     | —                 | 111               | —                 | Da REAList         |
| 2010 | Awesome            | —                 | 73                | —                 | Goon Affiliated    |
| 2010 | Bruh Bruh          | —                 | 63                | —                 | Goon Affiliated    |

### Come artista ospite
| I'm So Hood (DJ Khaled featuring Trick Daddy, Rick Ross, T-Pain e Plies)                                       | 2007 | 19 | 9   | 5  | - RIAA: Gold | We the Best                            |
| Ain't Sayin' Nothin' (Fat Joe featuring Plies e Dre)                                                           | 2008 | —  | 93  | —  |              | The Elephant in the Room               |
| Out Here Grindin (DJ Khaled featuring Akon, Rick Ross, Plies, Young Jeezy, Lil Boosie, Ace Hood e Trick Daddy) | 2008 | 38 | 32  | 17 | - RIAA: Gold | We Global                              |
| Year of the Lover (Lloyd featuring Plies)                                                                      | 2008 | —  | 101 | —  |              | Lessons in Love                        |
| Nasty Girl (Ludacris featuring Plies)                                                                          | 2009 | —  | 54  | 23 |              | Theater of the Mind                    |
| Wasted (Gucci Mane featuring Plies)                                                                            | 2009 | 36 | 3   | 3  |              | The State vs. Radric Davis             |
| Headboard (Hurricane Chris featuring Mario e Plies)                                                            | 2009 | —  | 63  | —  |              | Unleashed                              |
| Hey Daddy (Daddy's Home) (Usher featuring Plies)                                                               | 2010 | 24 | 2   | —  |              | Raymond v. Raymond                     |
| Lose My Mind (Young Jeezy featuring Plies)                                                                     | 2010 | 35 | 5   | 3  |              | Thug Motivation 103: Hustlerz Ambition |
| "Phone #" (Bobby V featuring Plies)                                                                            | 2010 | —  | 55  | —  |              | Fly on the Wall                        |
| Welcome to My Hood (DJ Khaled featuring Rick Ross, Plies, Lil Wayne e T-Pain)                                  | 2011 | 79 | 30  | 14 |              | We the Best Forever                    |
| "—" indica che la pubblicazione non è entrata in quella classifica.                                            |      |    |     |    |              |                                        |

## Apparizioni da ospite
| Year | Song                                     | Artist     | Album                |
| ---- | ---------------------------------------- | ---------- | -------------------- |
| 2009 | What They Talkin' Bout (featuring Plies) | Young Buck | Back On My Buck Shit |